# Càncer de cap i coll
El càncer de cap i coll és un grup de càncers que comença a la boca, el nas, la gola, la laringe, els sins paranasals o les glàndules salivals. Els símptomes del càncer de cap i coll poden incloure una úlcera que no es cura, un mal de coll que no desapareix, problemes per empassar o un canvi de veu. També pot haver-hi hemorràgies inusuals, inflor facial o problemes respiratoris.
Aproximadament el 75% del càncer de cap i coll és causat per l'ús d'alcohol o tabac (inclòs el tabac mastegat o el rapè). Altres factors de risc inclouen mastegar fulla de bètel, certs tipus de virus del papil·loma humà, l'exposició a la radiació, certes exposicions al lloc de treball i el virus d'Epstein-Barr. Al voltant del 90% dels càncers de cap i coll són càncers de cèl·lules escatoses. El diagnòstic es confirma mitjançant una biòpsia. El grau de propagació es pot determinar mitjançant imatges mèdiques.
Abandonar el tabac o l'alcohol pot reduir el risc de càncer de cap i coll. Tot i que el cribratge en la població general no sembla útil, pot ser útil el cribratge de grups d'alt risc mitjançant l'examen de la gola. El càncer de cap i coll sovint es pot curar si es diagnostica precoçment; no obstant això, els resultats solen ser pobres si es diagnostica tard. El tractament pot incloure una combinació de cirurgia, radioteràpia, quimioteràpia i teràpia dirigida. Després del tractament d'un càncer de cap i coll, les persones tenen un major risc de patir un segon càncer.
El càncer de llavi, cavitat oral i faringe, a Girona, la incidència percentual sobre el total de càncers és del 2,8%; per a homes al voltant del 3,4%.
El 2015, els càncers de cap i coll a nivell mundial van afectar més de 5,5 milions de persones (2,4 milions de càncer de boca, 1,7 milions de gola i 1,4 milions de càncer de laringe), i van causar més de 379.000 morts (146.000 de boca, 127.400 de càncer de gola, 105.900 de càncer de laringe). Junts, són el setè càncer més freqüent i la novena causa de mort per càncer. Als Estats Units, al voltant de l'1% de les persones es veuen afectades en algun moment de la seva vida i els homes es veuen afectats el doble de vegades que les dones. L'edat habitual en el diagnòstic és d'entre 55 i 65 anys. La supervivència mitjana de 5 anys després del diagnòstic al món desenvolupat és del 42-64%.

## Tipus
Segons l'origen:

### Faringe
A Catalunya, té una taxa de supervivència a cinc anys per a homes al voltant del 42% i per a dones al voltant del 53%.
Poden ser:
- Càncer de nasofaringe
- Càncer d'orofaringe
- Càncer d'hipofaringe